# Sociedad Deportiva Erandio Club
La Sociedad Deportiva Erandio Club és un club biscaí de la ciutat d'Erandio.
El club va ser fundat el 1915. L'any 1939 jugà a Segona Divisió i tornà a participar-hi el 1949. No obstant, en finalitzar la temporada acabà descendint i, a més, va perdre el seu estadi, jugant a camps llogats, fins a la inauguració del Nou Ategorri el 13 d'octubre de 1967. Al club han jugat jugadors com Telmo Zarra, Venancio o Jesús Garay.
L'any 2017 va rebre del govern basc el reconeixement com a entitat d'utilitat pública.

## Palmarès
- Campionat d'Espanya Amateur:[3]
  - 1933
- Campionat de Biscaia Amateur: 
  - 1931, 1932, 1933, 1934, 1935, 1942, 1944, 1973, 1974, 1975, 1976, 1977, 1978, 1979

## Temporades
De 1915 a 1965:
Unable to compile EasyTimeline input:

Timeline generation failed: 5 errors found

Line 15:  id:creacionliga value:red legend:Introducció de Primera, Segona i Tercera

- Invalid attribute 'Primera,' ignored.

```
 Specify attributes as 'name:value' pair(s).

```

Line 15:  id:creacionliga value:red legend:Introducció de Primera, Segona i Tercera

- Invalid attribute 'Segona' ignored.

```
 Specify attributes as 'name:value' pair(s).

```

Line 15:  id:creacionliga value:red legend:Introducció de Primera, Segona i Tercera

- Invalid attribute 'i' ignored.

```
 Specify attributes as 'name:value' pair(s).

```

Line 15:  id:creacionliga value:red legend:Introducció de Primera, Segona i Tercera

- Invalid attribute 'Tercera' ignored.

```
 Specify attributes as 'name:value' pair(s).

```

Line 15:  id:creacionliga value:red legend:Introducció de Primera, Segona i Tercera

- Invalid attribute 'de' ignored.

```
 Specify attributes as 'name:value' pairs.

```

* Nota 1: La temporada 1928-29 es van introduir les categories de Primera, Segona i Tercera Divisió espanyoles. Fins aleshores només hi havia categories a nivell basc.

* Nota 2: Entre 1936 i 1939 no hi va haver lliga espanyola per la guerra civil.
De 1965 a 2015:
Unable to compile EasyTimeline input:

Timeline generation failed: 3 errors found

Line 16:  id:lineasegb value:red legend:Introducció de Segona B

- Invalid attribute 'Segona' ignored.

```
 Specify attributes as 'name:value' pair(s).

```

Line 16:  id:lineasegb value:red legend:Introducció de Segona B

- Invalid attribute 'B' ignored.

```
 Specify attributes as 'name:value' pair(s).

```

Line 16:  id:lineasegb value:red legend:Introducció de Segona B

- Invalid attribute 'de' ignored.

```
 Specify attributes as 'name:value' pairs.

```

* Nota: La categoria Segona Divisió B fou introduïda el 1977.
De 2015 a 2020:
Font: